# دارنستوون (مریلند)
دارنستوون (به انگلیسی: Darnestown) شهری در ایالت مریلند کشور ایالات متحده آمریکا است که جمعیت آن در سرشماری سال ۲۰۱۰ میلادی، ۶٬۸۰۲ نفر بوده‌است.